# نگارش و ویرایش
نگارش و ویرایش کتابی از احمد سمیعی راجع به اصول نگارش و ویرایش در زبان فارسی است که در سال ۱۳۷۸ منتشر شد. ویراست اول این کتاب تحت‌عنوان آیین نگارش در سال ۱۳۶۶ منتشر شده بود.

## نقد و نظر
یدالله نصراللهی در مقاله‌ای به نقد مفصل این کتاب پرداخته است. عمده‌ترین خطاها و لغزش‌های موجود در بخش اول (نگارش) عبارتند از: نبودِ مقدمه، عنوان بخش‌ها به صورت جمله، یکدست نبودن آرایش پاراگراف‌ها، درج و توضیح مدخل‌های غیرنگارشی ـ مقالهٔ تحقیقی، مرجع‌شناسی، وجود بخش تعریف ـ که با اثر نگارشی متناسب به نظر نمی‌رسند. خطاهای بخش ویرایش (خطاهای زبانی) عبارتند از: نیاوردن دلایل وافی در برشمردن خطاهای زبانی (ویرایش زبانی)، اصرار بر جدانویسی، مغایرت املای کلمات با دستور خط فارسی فرهنگستان.

## جوایز
این کتاب در مراسم کتاب سال جمهوری اسلامی ایران به‌عنوان کتاب شایستهٔ تقدیر معرفی شد.